# Saint-Georges-Armont
Pour les articles homonymes, voir Saint-Georges, Saint Georges (homonymie) et Georges.
Saint-Georges-Armont est une commune française située dans le département du Doubs, la région culturelle et historique de Franche-Comté et la région administrative Bourgogne-Franche-Comté.
Les habitants de Saint-Georges-Armont sont appelés les Saint-Georgeois.

## Géographie

### Toponymie
de Sancto Georgio en 1147 ; Sainct George lez Clereval en 1540 ; Saint George en 1600.

### Climat
Pour des articles plus généraux, voir Climat de la Bourgogne-Franche-Comté et Climat du Doubs.
En 2010, le climat de la commune est de type climat de montagne, selon une étude du Centre national de la recherche scientifique s'appuyant sur une série de données couvrant la période 1971-2000. En 2020, Météo-France publie une typologie des climats de la France métropolitaine dans laquelle la commune est exposée à un climat semi-continental et est dans la région climatique  Jura, caractérisée par une forte pluviométrie en toutes saisons (1 000 à 1 500 mm/an), des hivers rigoureux et un ensoleillement médiocre. 
Pour la période 1971-2000, la température annuelle moyenne est de 9,7 °C, avec une amplitude thermique annuelle de 17,1 °C. Le cumul annuel moyen de précipitations est de 1 319 mm, avec 12,5 jours de précipitations en janvier et 10,8 jours en juillet. Pour la période 1991-2020, la température moyenne annuelle observée sur la station météorologique de Météo-France la plus proche, « Branne_sapc », sur la commune de Branne à 7 km à vol d'oiseau, est de 11,1 °C et le cumul annuel moyen de précipitations est de 1 127,0 mm. 
La température maximale relevée sur cette station est de 39 °C, atteinte le 7 août 2015 ; la température minimale est de −19,8 °C, atteinte le 20 décembre 2009,,. 
Les paramètres climatiques de la commune ont été estimés pour le milieu du siècle (2041-2070) selon différents scénarios d'émission de gaz à effet de serre à partir des nouvelles projections climatiques de référence DRIAS-2020. Ils sont consultables sur un site dédié publié par Météo-France en novembre 2022.

## Urbanisme

### Typologie
Au 1er janvier 2024, Saint-Georges-Armont est catégorisée commune rurale à habitat dispersé, selon la nouvelle grille communale de densité à 7 niveaux définie par l'Insee en 2022.
Elle est située hors unité urbaine et hors attraction des villes,.

### Occupation des sols
L'occupation des sols de la commune, telle qu'elle ressort de la base de données européenne d’occupation biophysique des sols Corine Land Cover (CLC), est marquée par l'importance des territoires agricoles (62,6 % en 2018), une proportion identique à celle de 1990 (62,6 %). La répartition détaillée en 2018 est la suivante : 
prairies (61,4 %), forêts (37,4 %), terres arables (1,2 %). L'évolution de l’occupation des sols de la commune et de ses infrastructures peut être observée sur les différentes représentations cartographiques du territoire : la carte de Cassini (XVIIIe siècle), la carte d'état-major (1820-1866) et les cartes ou photos aériennes de l'IGN pour la période actuelle (1950 à aujourd'hui).

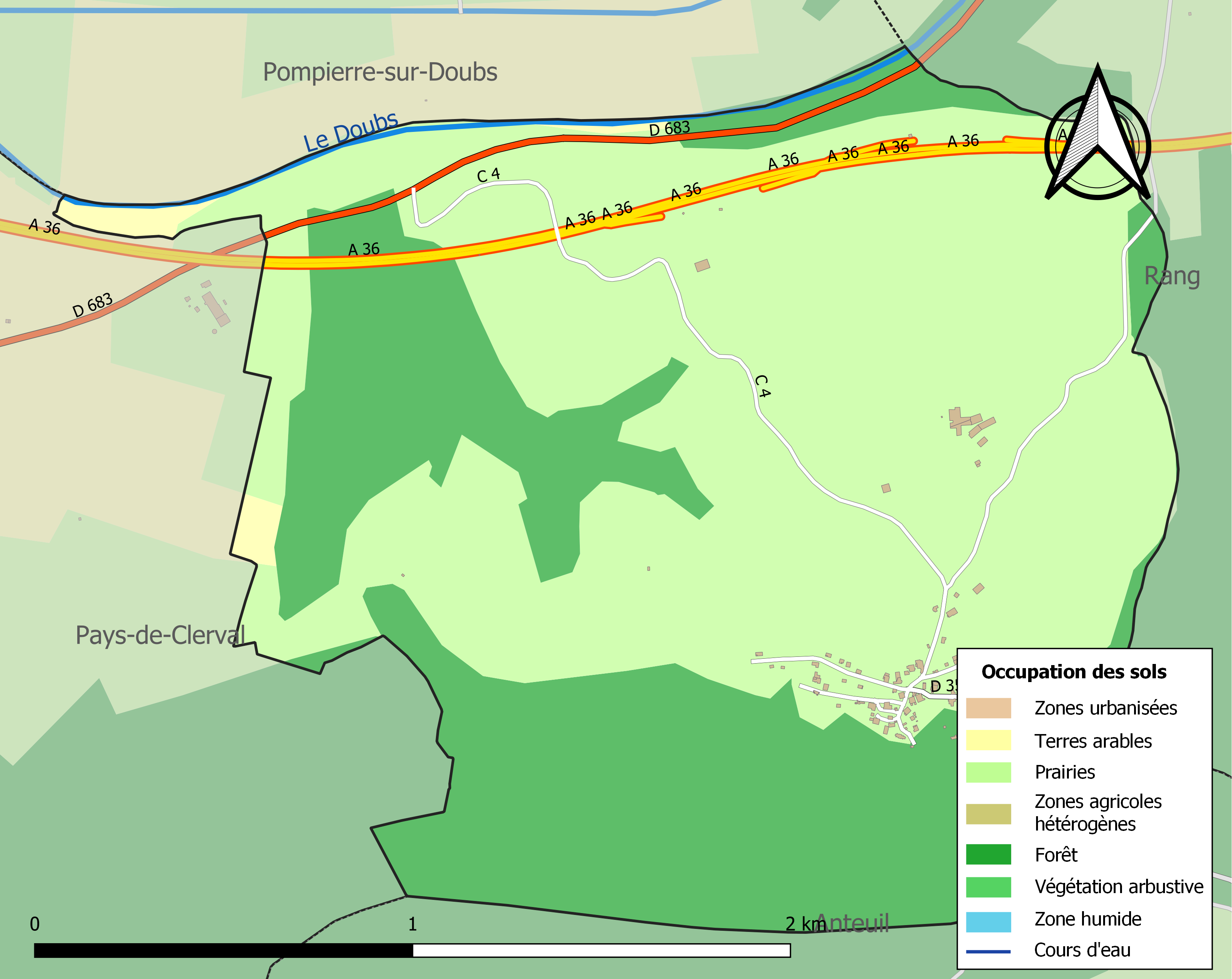
Carte des infrastructures et de l'occupation des sols de la commune en 2018 (CLC).

## Histoire
En 1147, Saint-Georges est confirmé dans les biens du prieuré des Augustins de Lanthenans par Humbert, archevêque de Besançon.
Les seigneurs de Neuchâtel deviennent, en 1294, gardiens de ce prieuré et, de ce fait, obtiennent des droits sur ses possessions. C'est ainsi que "sur tous les villages, sur les habitants desdits lieux et héritages à eux appartenant, ledit seigneur de Neufchastel a toute justice haute, moyenne et basse et le révérend prieur dudit lieu moyenne et basse justice". Ces droits s'appliquent également sur les communaux.
Cette situation dure jusqu'en 1714 lorsque, par un échange avec le prieur de Lanthenans, Guillaume Boutechoux, Ferdinand-Joseph de Poitiers, seigneur de Neuchâtel, laisse la totale justice sur Lanthenans, Hyémondans et Sourans contre un meix à Dambelin et tous les droits seigneuriaux et le patronage de la cure de Saint-Georges.

## Héraldique
| Blason de Saint-Georges-Armont | Blason  | Gironné de sinople et d'argent, à la fasce alésée d'azur brochante et chargée de saint Georges à cheval, contourné et tuant le dragon, d'or. |
| Blason de Saint-Georges-Armont | Détails | Armes parlantes. Le statut officiel du blason reste à déterminer.                                                                            |

## Politique et administration

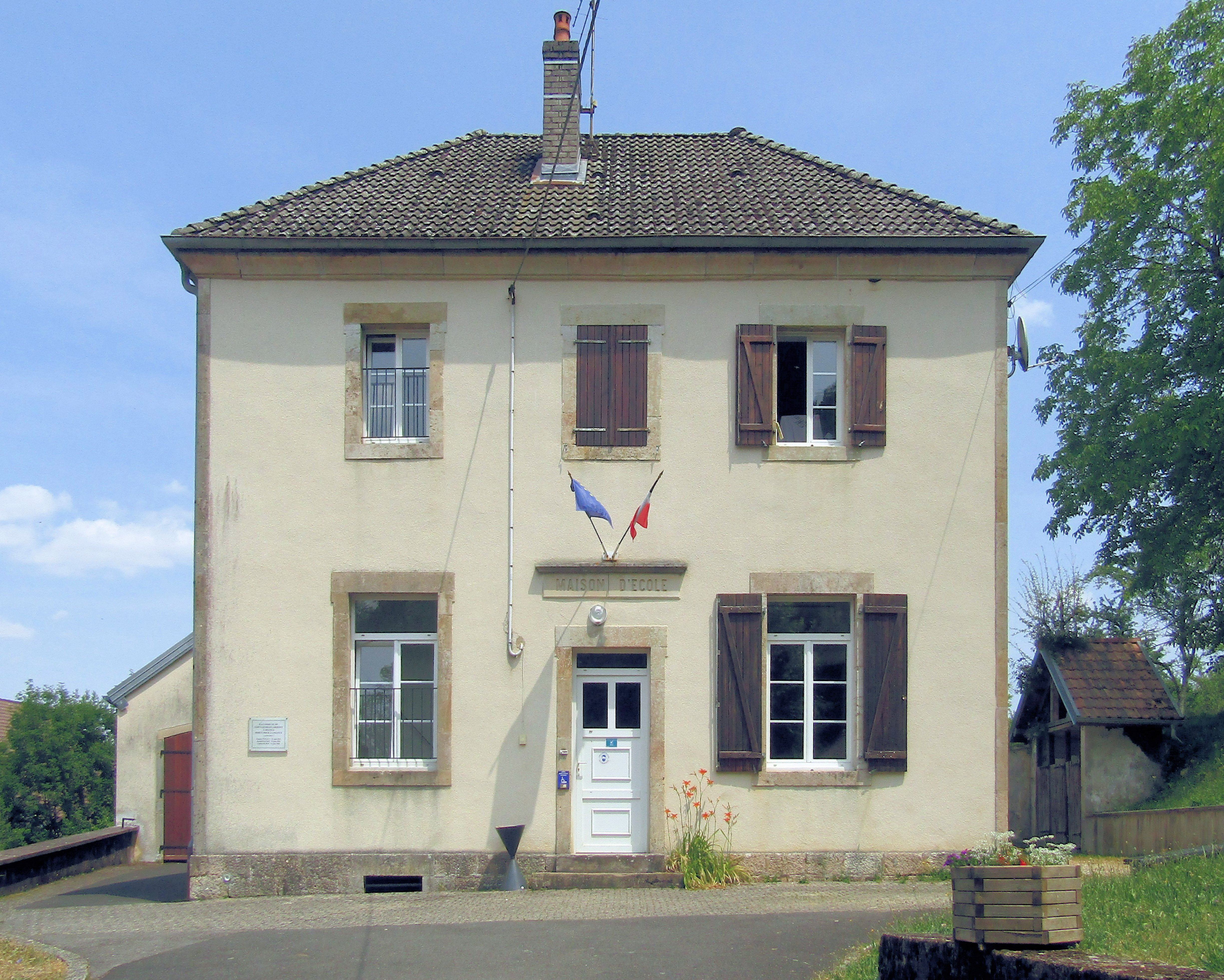
La mairie-école.

| Période                                  | Période                     | Identité                                         | Étiquette | Qualité  |
| ---------------------------------------- | --------------------------- | ------------------------------------------------ | --------- | -------- |
| avant 1988                               | 1989                        | Bernard Gruet                                    |           |          |
| 1989                                     | ?                           | Catherine Drouvot                                |           |          |
| mars 2001                                | 2014                        | Yves Petremant                                   |           |          |
| mars 2014                                | En cours (au 1er juin 2020) | Christian Drouvot Réélu pour le mandat 2020-2026 | SE        | Retraité |
| Les données manquantes sont à compléter. |                             |                                                  |           |          |

## Démographie
L'évolution du nombre d'habitants est connue à travers les recensements de la population effectués dans la commune depuis 1793. Pour les communes de moins de 10 000 habitants, une enquête de recensement portant sur toute la population est réalisée tous les cinq ans, les populations de référence des années intermédiaires étant quant à elles estimées par interpolation ou extrapolation. Pour la commune, le premier recensement exhaustif entrant dans le cadre du nouveau dispositif a été réalisé en 2004.

En 2022, la commune comptait 125 habitants, en évolution de +5,04 % par rapport à 2016 (Doubs : +1,88 %, France hors Mayotte : +2,11 %).
| 1793 | 1800 | 1806 | 1821 | 1831 | 1836 | 1841 | 1846 | 1851 |
| ---- | ---- | ---- | ---- | ---- | ---- | ---- | ---- | ---- |
| 208  | 215  | 149  | 187  | 210  | 236  | 227  | 245  | 242  |

| 1856 | 1861 | 1866 | 1872 | 1876 | 1881 | 1886 | 1891 | 1896 |
| ---- | ---- | ---- | ---- | ---- | ---- | ---- | ---- | ---- |
| 215  | 207  | 173  | 182  | 178  | 160  | 162  | 138  | 132  |

| 1901 | 1906 | 1911 | 1921 | 1926 | 1931 | 1936 | 1946 | 1954 |
| ---- | ---- | ---- | ---- | ---- | ---- | ---- | ---- | ---- |
| 115  | 112  | 116  | 111  | 108  | 102  | 92   | 81   | 79   |

| 1962 | 1968 | 1975 | 1982 | 1990 | 1999 | 2004 | 2006 | 2009 |
| ---- | ---- | ---- | ---- | ---- | ---- | ---- | ---- | ---- |
| 60   | 54   | 63   | 73   | 94   | 98   | 101  | 97   | 114  |

| 2014 | 2019 | 2022 | - | - | - | - | - | - |
| ---- | ---- | ---- | - | - | - | - | - | - |
| 118  | 124  | 125  | - | - | - | - | - | - |

## Lieux et monuments

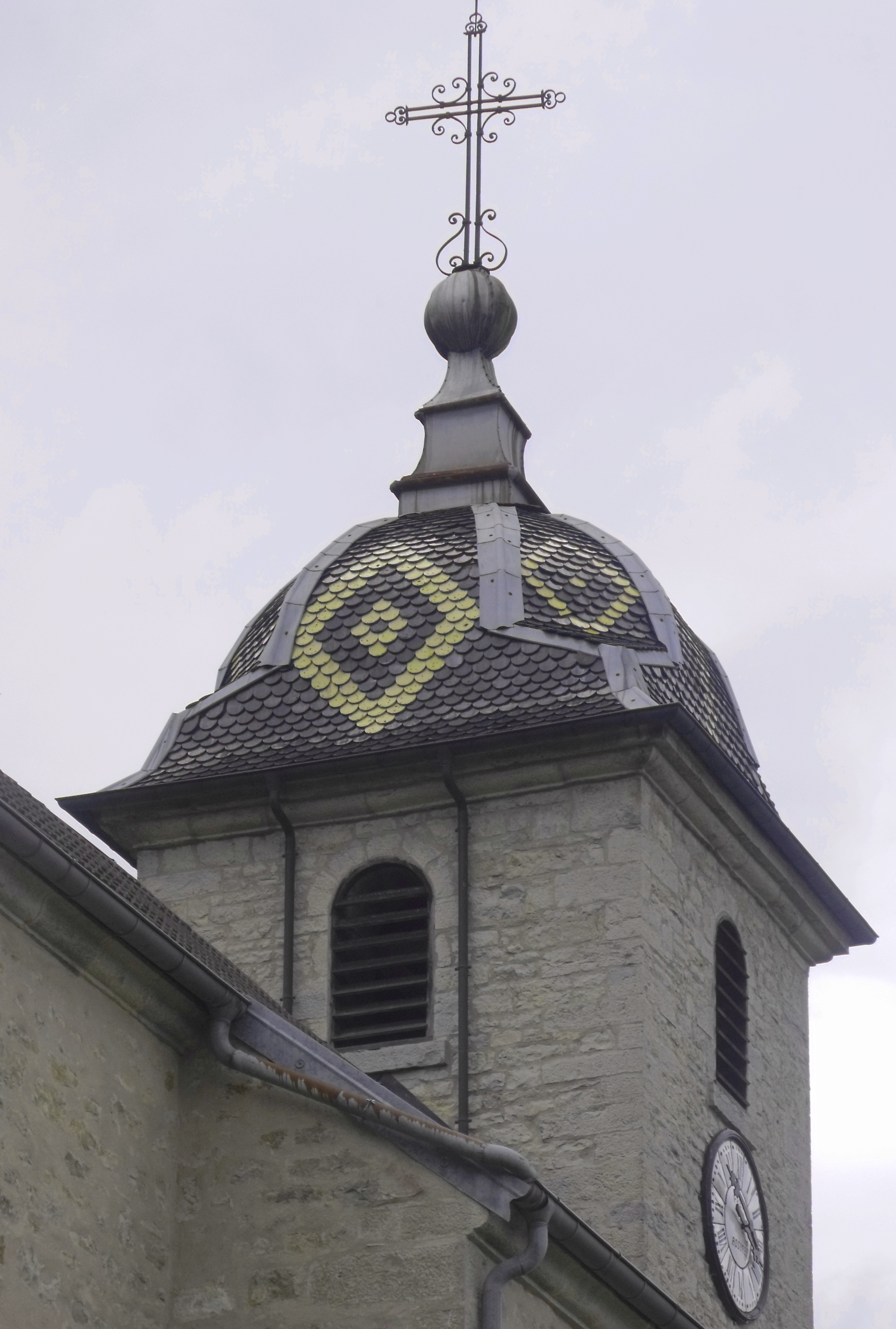
Détail du clocher de l'église

Le patrimoine de la commune est représenté essentiellement par l'église qui domine le village. Construite en 1734 l'église est entourée du cimetière et se situe en haut du village le long des pentes du Lomont. Il a fallu mettre un contrefort pour en consolider la stabilité ; le clocher magnifique avec son toit d'origine offre une version bien originale des dômes à l'impériale. Si vous montez les marches de l'entrée ayez une pensée pour les gisants qui dorment sous vos pas dans leurs pierres tombales depuis des siècles. Saint Georges terrasse le dragon sur un très beau tableau accroché au-dessus du maître-autel.